# Chloroproetazyna
Chloroproetazyna – organiczny związek chemiczny wykazujący działanie zwiotczającym mięścnie i przeciwbólowym, w formie maści stosowany w leczeniu bólów mięśniowych. Do objawów niepożądanych stosowania tego leku należy ryzyko fotoalergicznego zapalenia skóry.